# Vlastiboř (Liberec)
Vlastiboř é uma comuna checa localizada na região de Liberec, distrito de Jablonec nad Nisou‎.